# Pac-Man Championship Edition
Pac-Man Championship Edition (パックマン チャンピオンシップエディション?) è un videogioco del 2007 sviluppato e pubblicato da Namco Bandai Games per Xbox 360.
Ideato da Tōru Iwatani, creatore di Pac-Man, il gioco è una riedizione del videogioco del 1980, originariamente distribuito tramite Xbox Live Arcade. Il titolo è stato in seguito convertito per numerose piattaforme, tra cui iOS, Android e PlayStation Portable, e incluso nelle raccolte Pac-Man & Galaga Dimensions per Nintendo 3DS e Pac-Man Museum.

## Sequel
Il gioco ha ricevuto due sequel: uno indiretto pubblicato nel 2010, Pac-Man Championship Edition DX, ed uno diretto uscito nel 2016, Pac-Man Championship Edition 2.